# Erik von Markovik

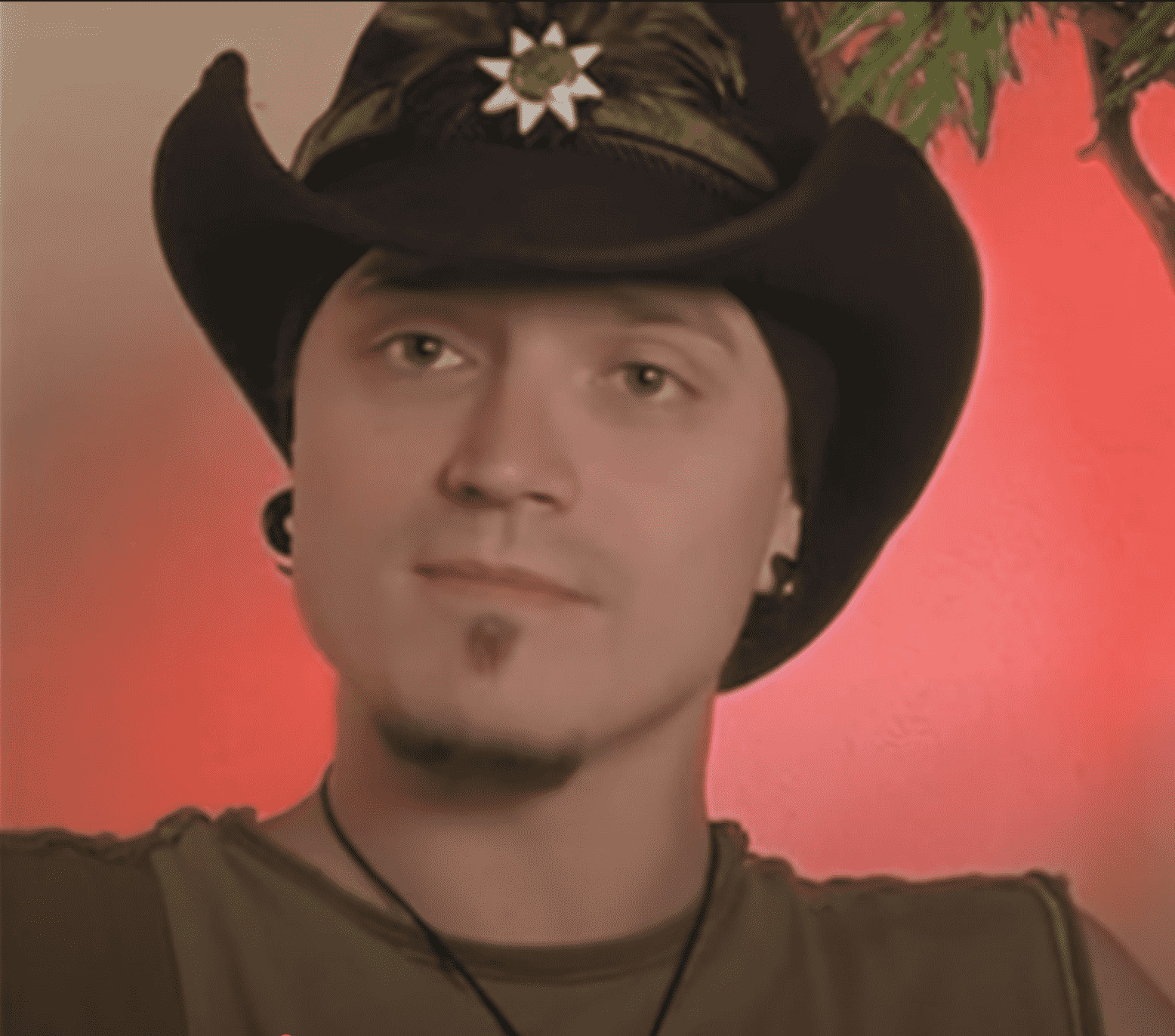
Erik von Markovik, 2013

Erik von Markovik (* 24. September 1971 in Toronto, bürgerlich Eric James Horvat-Marković), auch bekannt unter dem Künstlernamen Mystery, ist ein kanadischer Autor, Zauber- und Verführungskünstler.
In dem autobiografischen Roman Die perfekte Masche (Originaltitel: The Game) des Journalisten Neil Strauss war er einer der Protagonisten und wurde damit erstmals einer breiteren Öffentlichkeit bekannt. Höhere Popularität erreichte er im Anschluss mit der Veröffentlichung eigener Bücher sowie seiner Fernsehserie The Pickup-Artist.

## Biographie
Erik von Markovik wurde als Sohn einer kanadisch-kroatischen Mutter und eines deutschen Vaters geboren. In seiner Jugend arbeitete er bereits als Zauberkünstler in kanadischen Clubs, stets mit dem Ziel, ein berühmter Illusionist zu werden. Eigenen Angaben zufolge ein Spätentwickler und aufgrund schwieriger familiärer Verhältnisse gehemmt, verbrachte er Jahre damit, seine Fertigkeiten im Umgang mit Frauen sowie seine Verführungskunst zu verfeinern. Daraus entwickelte er die Mystery Method, bezeichnet nach seinem Künstlernamen in der Seduction community. Er gründete ein eigenes Unternehmen, leitete Seminare und veröffentlichte mehrere erfolgreiche Bücher zu diesem Thema. Durch Neil Strauss, der durch den Auftrag, über die Aufreißer-Szene zu berichten, selbst Teil davon wurde, erlangte Mystery anhaltende Popularität, obwohl sich Strauss auch mit Schilderungen über Mysterys Depressionen sowie seine angebliche Überheblichkeit und Egomanie nicht zurückhielt.
2007 erhielt er seine eigene Reality-TV-Serie unter dem Titel The Pickup Artist, die in bislang zwei Staffeln auf VH1 ausgestrahlt wurde. In Deutschland war sie auf MTV zu sehen.
Inzwischen hat Erik von Markovik eine langjährige Freundin und eine Tochter.